# Corte do Pinto
Corte do Pinto is een plaats (freguesia) in de Portugese gemeente Mértola en telt 1080 inwoners (2001).